# Concordance de Kendall
En statistique, la concordance de Kendall, parfois appelé W de Kendall, désigne un test statistique permettant de produire une statistique proche du R de Spearman, à la différence qu'elle exprime la relation entre plusieurs observations.

## Conditions du test
Les conditions générales de ce test sont identiques à celles nécessaires à la réalisation du test de concordance de Spearman.

## Procédure du test
Le coefficient de concordance de Kendall exprime l'association simultanée (c'est-à-dire le lien) entre k observations. Par exemple, cette statistique est souvent utilisée pour vérifier la fiabilité entre différents juges. En fait, le coefficient de concordance W est la moyenne de tous les R de Spearman entre observations. Plus précisément,
{\displaystyle R_{moyendeSpearman}={\frac {kW-1}{k-1}}\,}
L'intervalle de la concordance de Kendall s'étend de 0 à 1. Les valeurs proches de 0 traduisent une discordance entre les rangs des variables selon les observations, tandis que les valeurs proches de 1 représentent une concordance parfaite entre les rangs des variables selon les observations.